# 小暮得雄
小暮 得雄（こぐれ とくお、1932年12月17日 - 2009年11月15日）は、日本の法学者（刑法）。北海道大学名誉教授・平成国際大学名誉教授。法学博士（東京大学・論文博士・1961年）（学位論文「法益論の視角からみた違法性の本質」）。東京都生まれ。

## 人物
激動の戦時中や、戦後を生き抜いた経験から、刑法学を志したとされる。また、東京大学在学中は団藤重光に師事している。
また、将棋はアマ5段の腕前で、東京大学在学中から学生大会で活躍、1956年には全日本アマチュア名人戦決勝戦まで進んだ。息子の小暮克洋もアマチュア将棋の強豪で、将棋観戦記者。

## 略歴
- 1955年 東京大学法学部卒業
- 1961年 東京大学大学院社会科学研究科民刑事法専門課程博士課程修了
- 1961年 北海道大学法学部助教授
- 1965年 文部省在外研究員（西ドイツ外国国際刑法研究所留学 1967年まで）
- 1968年 北海道大学法学部教授
- 1974年 北海道大学法学部長（1976年まで）
- 1995年 北海道大学定年退官 名誉教授
- 1995年 千葉大学法経学部教授
- 1996年 放送大学客員教授（2000年まで）
- 1998年 平成国際大学法学部教授
- 2004年 平成国際大学退職 名誉教授[4]

## その他の役職
- 北海道大学法学部長、北海道大学評議員、北海道大学大学院法学研究科長
- 日本学術会議会員
- 日本刑法学会理事
- 北海道自然保護協会会長
- 法務省札幌刑務所篤志面接委員
- 法務省千葉刑務所篤志面接委員（千葉大学在職時）
- 1997年 - 2001年司法試験考査委員[4]

## 著作
- 『刑法入門』（有斐閣、初版1979年、第3版1996年）
- 『教材刑法判例』（北海道大学出版会、初版1983年、第2版1991年）
- （竹下守夫）共著 『法と裁判』（放送大学教育振興会、1996年）
- 『いまを生きる』（近代文芸社、1997年）
- 『回想の学童疎開』（近代文芸社、1997年）[4]

など

## 門下生
- 伊藤司 成蹊大学法科大学院教授
- 伊藤博路 名城大学大学院法務研究科教授
- 城下裕二 北海道大学大学院法学研究科教授
- 中島広樹 平成国際大学法学部教授
- 本間一也 新潟大学大学院実務法学研究科教授
- 丸山治
- 吉田敏雄